# Ковыльный (Оренбургская область)
Ковыльный — упразднённый посёлок в Светлинском районе Оренбургской области. На момент упразднения входил в состав сельского поселения Восточного сельсовета. Исключен из учётных данных в 1999 году.

## География
Посёлок располагался в степи у пруда образованного на безымянном овраге, на расстоянии примерно 17 километров к югу от посёлка Восточный.

## История
Населённый пункт возник в 1954 году в период освоения целины как 2-е производственное отделение совхоза «Восточный».
В 1966 году Указом Президиума ВС РСФСР посёлок отделения № 2 совхоза «Восточный» переименован в Ковыльный.
Постановлением Законодательного Собрания Оренбургской области от 19.02.1999 № 209/39-ПЗС посёлок исключен из учётных данных.